# Resolvente Teoría de Galois
En la teoría de Galois, un resolutivo para un grupo de permutaciones {\displaystyle G} es un polinomio cuyos coeficientes dependen polinomialmente de los coeficientes de un polinomio {\displaystyle p} dado y tiene, en términos generales, una raíz racional si y sólo si el grupo de Galois de {\displaystyle p} está incluido en {\displaystyle G}. Más exactamente, si el grupo de Galois está incluido en {\displaystyle G}, entonces el resolutivo tiene una raíz racional, y lo contrario es cierto si la raíz racional es una raíz simple. Los disolventes fueron introducidos por Joseph Louis Lagrange y utilizados sistemáticamente por Évariste Galois. Hoy en día siguen siendo una herramienta fundamental para calcular grupos de Galois. Los ejemplos más simples de resolutivos son
- {\displaystyle X^{2}-\Delta } donde {\displaystyle \Delta } es el discriminante, que es un resolutivo para el grupo alterno. En el caso de una ecuación cúbica, este resolutivo a veces se denomina resolutivo cuadrático; sus raíces aparecen explícitamente en las fórmulas para las raíces de una ecuación cúbica.
- El resolutivo cúbico de una ecuación de cuarto grado que es resolutivo del grupo diédrico de 8 elementos.
- El resolutivo de Cayley es un resolutivo para el grupo de Galois de máxima resoluble en grado cinco. Es un polinomio de grado 6.

Estos tres resolutivos tienen la propiedad de ser siempre separables, lo que significa que, si tienen raíz múltiple, entonces el polinomio p no es irreducible. No se sabe si existe un resolutivo siempre separable para cada grupo de permutaciones.
Para cada ecuación, las raíces pueden expresarse en términos de radicales y de una raíz de un resolutivo para un grupo resoluble, porque el grupo de Galois de la ecuación sobre el campo generado por esta raíz es resoluble.

## Definición
Sea {\displaystyle n} un entero positivo cuál será el grado de la ecuación que consideraremos, y {\displaystyle (X_{1},\cdots ,X_{n})} una lista ordenada de indeterminados. Esto define el polinomio genérico de grado {\displaystyle n}.
{\displaystyle F(X)=X^{n}+\sum _{i=1}^{n}(-1)^{i}E_{i}X^{n-i}=\prod _{i=1}^{n}(X-X_{i}),}                                                                                                                                       donde {\displaystyle E_{i}} es el iésimo polinomio simétrico elemental.
El grupo simétrico {\displaystyle S_{n}} actúa sobre {\displaystyle X_{i}} permutándolos, y esto induce una acción sobre los polinomios en {\displaystyle X_{i}}. La órbita de un polinomio dado bajo esta acción es generalmente todo el grupo {\displaystyle S_{n}}, pero algunos polinomios tienen una órbita más pequeña. Por ejemplo, la órbita de un polinomio simétrico elemental se reduce a sí misma. Si la órbita no es todo el grupo simétrico, el polinomio queda fijado por algún subgrupo {\displaystyle G}; se dice que es un invariante de {\displaystyle G}. A la inversa, dado un subgrupo {\displaystyle G} de {\displaystyle S_{n}}, un invariante de {\displaystyle G} es un invariante resolutivo para {\displaystyle G} si no es un invariante de ningún subgrupo mayor de {\displaystyle S_{n}}.
Encontrar invariantes resolutivas para un grupo determinado es relativamente fácil: por ejemplo, se puede elegir un monomio y considerar la suma de los monomios en esta órbita. En el caso del subgrupo {\displaystyle D_{4}} de orden 8 de {\displaystyle S_{4}}, el monomio {\displaystyle X_{1}X_{2}} dada, para una de las posibles acciones de {\displaystyle D_{4}} el invariante {\displaystyle X_{1}X_{2}+X_{3}X_{4}} que es un invariante resolutivo para este grupo, utilizado para definir el resolutivo cúbico de la ecuación de cuarto grado.
Si {\displaystyle P} es un invariante resolutivo para un grupo {\displaystyle G} de índice {\displaystyle g}, entonces su órbita bajo Sn tiene un orden {\displaystyle g}. Dejar {\displaystyle {\displaystyle P_{1}\cdots P_{g}}} ser los elementos de esta órbita. Entonces el polinomio
{\displaystyle {\displaystyle R_{G}=\prod _{i=1}^{g}(Y-P_{i})}}
es invariante bajo {\displaystyle S_{n}}. Por lo tanto, cuando se expanden, sus coeficientes son polinomios en {\displaystyle X_{i}} que son invariantes bajo la acción del grupo de simetría y, por lo tanto, pueden expresarse como polinomios en los polinomios simétricos elementales. En otras palabras, {\displaystyle R_{G}} es un polinomio irreducible en {\displaystyle Y} cuyos coeficientes son polinomios en los coeficientes de {\displaystyle F}. Al tener el invariante resolutivo como raíz, se llama resolutivo (a veces ecuación resolutiva).
Consideremos ahora un polinomio irreducible
{\displaystyle f(X)=X^{n}+\sum _{i=1}^{n}a_{i}X^{n-i}=\Pi _{i=1}^{n}(X-x_{i})}
con coeficientes en un campo dado {\displaystyle K} (típicamente el campo de racionales) y raíces {\displaystyle x_{i}}xi en una extensión de campo algebraicamente cerrada. Sustituyendo {\displaystyle X_{i}} por {\displaystyle x_{i}} y los coeficientes de {\displaystyle F} por los de {\displaystyle f} en lo anterior, obtenemos un polinomio {\displaystyle R_{G}^{(f)}(Y)} también llamado solvente o solvente especializado en caso de ambigüedad). Si el grupo de Galois de {\displaystyle f} está contenido en {\displaystyle G}, la especialización del invariante resolutivo es invariante por {\displaystyle G} y, por tanto, es una raíz de {\displaystyle R_{G}^{(f)}(Y)} tiene una raíz racional, que no es una raíz múltiple, el grupo de Galois de {\displaystyle f} está contenido en {\displaystyle G}.                                                                                                                                        

## Terminología
Hay algunas variantes en la terminología.
- Dependiendo de los autores o del contexto, resolutivo puede referirse a invariante resolutivo en lugar de a ecuación resolutiva.
- Un resolutivo de Galois es un resolutivo tal que el invariante resolutivo es lineal en las raíces.
- El resolutivo de Lagrange puede referirse al polinomio lineal

{\displaystyle \sum _{i=0}^{n-1}X_{i}\omega ^{i}}
donde {\displaystyle \omega } es una raíz enésima primitiva de la unidad. Es el invariante resolutivo de un resolutivo de Galois para el grupo de identidad.
- Un resolutivo relativo se define de manera similar a un resolutivo, pero considerando solo la acción de los elementos de un determinado subgrupo {\displaystyle H} de {\displaystyle S_{n}}Sn, teniendo la propiedad de que, si un resolutivo relativo para un subgrupo {\displaystyle G} de {\displaystyle H} tiene una raíz simple racional y el grupo de Galois de {\displaystyle f} está contenido en {\displaystyle H}, entonces el grupo de Galois de {\displaystyle f} está contenido en {\displaystyle G}. En este contexto, un resolutivo habitual se denomina resolutivo absoluto.

## Método solvente
El grupo de Galois de un polinomio de grado {\displaystyle n} es {\displaystyle S_{n}} o un subgrupo adecuado del mismo. Si un polinomio es separable e irreducible, entonces el grupo de Galois correspondiente es un subgrupo transitivo.
Subgrupos transitivos de {\displaystyle S_{n}} formar un gráfico dirigido: un grupo puede ser un subgrupo de varios grupos. Un resolutivo puede decir si el grupo de Galois de un polinomio es un subgrupo (no necesariamente adecuado) de un grupo dado. El método resolutivo es simplemente una forma sistemática de verificar grupos uno por uno hasta que solo sea posible un grupo. Esto no significa que se deban verificar todos los grupos: cada resolutivo puede cancelar muchos grupos posibles. Por ejemplo, para polinomios de grado cinco nunca es necesario un resolutivo de {\displaystyle D_{5}} solventes para {\displaystyle A_{5}} y {\displaystyle M_{20}} dar la información deseada.
Una forma es comenzar desde subgrupos máximos (transitivos) hasta encontrar el correcto y luego continuar con subgrupos máximos de ese.